# Ruslan Olichver
Ruslan Iosifovič Olichver (in russo Руслан Иосифович Олихвер?; Riga, 11 aprile 1969) è un ex pallavolista e dirigente sportivo russo.